# Арнас, Деси
Десидерио «Деси» Альберто Арнас-и-де Ача III (исп. Desiderio «Desi» Alberto Arnaz y de Acha III, 2 марта 1917 — 2 декабря 1986) — американский актёр, музыкант и телепродюсер кубинского происхождения. В то время, как он приобрёл всемирную известность как участник латинской музыкальной группы Desi Arnaz Orchestra, он уже был известен по роли Рикки Рикардо в американском ситкоме «Я люблю Люси», где главную женскую роль исполнила Люсиль Болл, на которой он в то время был женат.

## Детство
Деси Арнас родился 2 марта 1917 года в Сантьяго-де-Куба. Его отец Десидерио Альберто Арнас II (8 марта 1894 — 31 мая 1973) был одним из самых молодых мэров в истории, а также служил в Палате кубинских представителей. Мать — Долорес де Ача (2 апреля 1896 — 24 октября 1988), дочь Альберто де Ача, исполнительного директора компании Bacardi. Сам Арнас в своей биографии писал, что его семья владела роскошным особняком, тремя ранчо и огромным домом на частном острове в Сантьяго-Бей. После Кубинской революции, произошедшей в 1933 году, возглавляемой Фульхенсио Батистой, в результате которой был свергнут президент Херардо Мачадо, Альберто Арнас был заключён под стражу, как и все остальные сторонники Мачадо. Всё имущество семьи Арнас было конфисковано. Бывший мэр Сантьяго-де-Куба провёл в тюрьме полгода, пока не вмешался брат его жены, Альберто де Ача. Он убедил кубинцев, что позиция его родственника всегда была нейтральной. После этого семья бежала в Майами, где Деси стал посещать среднюю католическую школу Св. Патрика. Летом 1934 года он стал посещать занятия в университете Сент-Лео с целью усовершенствовать свой английский.

## Карьера
Когда Деси Арнас переехал в Соединённые Штаты, он пришёл в шоу-бизнес, чтобы хоть как-то заработать на жизнь. В 1939 году он снялся в Бродвейском мюзикле «Слишком много девушек». В следующем году он отправился в Голливуд, где снялся в киноверсии мюзикла студии RKO, в котором также снималась Люсиль Болл. Арнас также играл на гитаре в группе Шавье Кугата.
В 40-е годы Арнас снялся в нескольких фильмах, в частности «Батаан» (1943). Но его карьера была приостановлена из-за повестки, после которой Арнас готовился отправиться на Вторую мировую войну. Во время прохождения подготовки в лагере для военнослужащих Арнас серьёзно повредил колено, поэтому службу он продолжил в военном госпитале в долине Сан-Фернандо медбратом. Не стесняясь своей известности (ведь к тому времени он уже был знаменитым актёром), он делал всё, чтобы облегчить жизнь раненых солдат. Когда солдаты просили стакан холодного молока, Арнас веселил их, разыгрывая маленькие сценки из фильмов и выполняя при этом их просьбу. После увольнения из армии он организовал новый оркестр, который оказался очень востребованным в то тяжёлое время. Он выступал перед солдатами в Бирмингемском госпитале вместе с Джоном Маччей, а позже пригласил в оркестр своего друга детства, музыканта Марко Рисо, играть на фортепиано. Когда Арнас прославился на телевидении, он содержал этот оркестр на свою зарплату. Под руководством Рисо этот оркестр записал саундтрек к «Я люблю Люси».

## Я люблю Люси
15 октября 1951 года состоялась премьера сериала «Я люблю Люси», в котором Арнас играл фиктивную версию самого себя, кубинского руководителя оркестра Энрике «Рикки» Рикардо. Партнёршей по сериалу была его жена Люсиль Болл, которая сыграла супругу Рикардо по имени Люси. Телепродюсеры уговорили Болл на экранизацию популярного в то время радиошоу «Мой любимый муж». А Болл в свою очередь настояла, чтобы её мужа в сериале играл Арнас, для того чтобы они могли проводить больше времени вместе.
По первоначальному замыслу Арнас и Болл должны были сыграть семейную пару Люси и Ларри Лопес, уставшую от гламура и своего успеха в шоу-бизнесе и пытавшуюся отчаянно сохранить свой брак. Исследования рынка показали, что этот замысел не принесёт успеха, поэтому Джесс Оппенхаймер изменил сюжет, создав молодого руководителя оркестра Рикки Рикардо и Люси — обычную домохозяйку, которая мечтает попасть на сцену, не имея при этом таланта. Имя героя «Ларри Лопес» было заменено на «Рикки Рикардо» по причине реально существовавшего руководителя джазового оркестра Винсента Лопеса. Рикки часто посещал «Tropicana Club», завладев которым, переименовал его в «Club Babalu».
Изначально идея сыграть Болл и Арнасу супружескую пару столкнулась с сопротивлением: как им сказали, кубинский акцент и латинский стиль Деси является неприемлемым для американского зрителя. Все возражения пара преодолела, совершив ряд гастролей летом 1950 года. С помощью испанского клоуна Пепито Переса они разработали пьесу, с которой выступали на сцене и на радио. Большая часть материала из этой пьесы была использована в пилотной серии «Я люблю Люси». Сегменты пилота были воссозданы в шестой серии, первого сезона сериала.

## «Desilu Productions»
Совместно с Болл Арнас основал «Desilu Productions». В то время большинство телевизионных программ транслировались в прямом эфире, поскольку крупнейшие рынки находились в Нью-Йорке, остальные страны лишь получали видеозаписи на плёнках. Оператору Карлу Фройнду и Арнасу приписывают развитие многокамерной съёмки, которую они использовали перед зрителями и которая впоследствии стала использоваться в съёмках ситкомов. Использование плёнки позволило многим странам транслировать шоу в высоком качестве. Арнас говорил, что самым сложным было позволить зрителям слышать звук. Поэтому он и Фройнд разработали специальный комплекс, который позволил разместиться зрителям на съёмочной площадке, соблюдая при этом правила техники безопасности.
Руководство считало использование всего этого дорогим и ненужным излишеством. Арнас убедил их, что Desilu покроет все излишние расходы, связанные со съёмками при условии, что фирма будет владеть всеми правами на фильм. Беспрецедентное соглашение Арнаса считается самой успешной сделкой в истории телевидения. В результате такой предусмотрительности Desilu получила огромную прибыль с повторов сериала.
Из-за популярности сериала Арнас позволил телерадиосети «CBS» показывать Люсиль Болл во время её второй беременности. Однако руководство канала заявило: «Мы не можем показывать беременную женщину по телевидению». Арнас консультировался со священником, раввином и даже с министром, и все они заявили, что нет ничего плохого в том, чтобы показывать беременную женщину, а также использовать слово беременность. В итоге руководство сдалось и разрешило ввести в сюжет беременность Люси. Но осталось непреклонно в том плане, чтобы использовать слово беременность в эфире, поэтому Арнас заменил это слово на ожидание, произнося его «Spectin» («ожидание» по-английски «expecting») со своим кубинским акцентом. Примечательно, что названия двух серий всё таки содержали слово беременность: «Люси беременна» (англ. Lucy Is Enceinte, «Enceinte» в переводе с французского означает беременность) и «Беременные женщины непредсказуемы», хотя эта серия так и не была показана в сериале.
В дополнение к «Я люблю Люси» Арнас был исполнительным продюсером ситкома «Шоу Энн Сотерн», кинофильма «Девчонки Уайтинг» (в главной роли с Маргарет Уайтинг и Барбара Уайтинг), а также участвовал в некоторых других проектах, таких как сериал «Неприкасаемые», «Шериф Кочиз», и спродюсировал фильм «Дорогая, навсегда», в котором он снялся вместе с Болл.
После развода Арнаса и Болл «Desilu Productions» просуществовала ещё какое-то время, производя собственные шоу, а также помогая другим студиям. Среди последних работ компании Desilu были «Шоу Энди Гриффита», «Шоу Дика Ван Дайка», «Шоу Люси» и сериал «Звёздный путь». После того как Болл продала свою долю в Desilu «Paramount Television», Арнас ушёл, чтобы основать свою продюсерскую студию. Из своей доли в Desilu и с вновь созданной «Desi Arnaz Productions» Арнас спродюсировал ситком «Мамы в законе» для United Artists Television и NBC (сотрудничество длилось в течение двух сезонов с 1967 по 1968 год). Компании Арнаса удалось заинтересовать компанию, ныне известную как «Desilu, Too». «Desilu, Too» и «Lucille Ball Productions» рука об руку сотрудничают с MPI Home Video, которая своими силами переиздаёт материалы Болл/Арнас, не принадлежащие CBS (компании-правопреемнику Paramount Television, которой в своё время удалось завладеть Desilu). Эти материалы включают в себя «А вот и Люси!» и вышеупомянутый ситком «Мамы в законе», а также многие другие работы, которые Болл и Арнас создали независимо друг от друга.

## Убеждения
Арнас и Болл решили, что их шоу будут придерживаться, как выражался сам Арнас, «основному хорошему вкусу». Они избегали этнических шуток (шутки относящиеся к национальной, расовой или культурной группе), а также юмора, основанного на человеческих недостатках и психических расстройствах. Исключением стало лишь высмеивание акцента Рикки Рикардо, но это допускалось только в сценах с его женой Люси.
Арнас был патриотом. В своих мемуарах, говоря о Соединённых Штатах, он писал, что не знает ни одной другой страны в мире, в которой шестнадцатилетний мальчишка, не знающий языка смог добиться таких успехов как он. Девять лет показа сериал «Я люблю Люси» отображает типичную американскую мечту 1950-х годов. Сначала семья жила в крошечной, но уютной квартире. Позже Рикардо, воспользовавшись шансом, временно переехали в модный отель-люкс в Голливуде. Вскоре после возвращения в Нью-Йорк у них появилась возможность поехать в Европу. И, наконец, пара переехала в богатый район Уэстпорта, Коннектикут.

## Личная жизнь
Брак Деси Арнаса и Люсиль Болл был очень бурным. Болл, будучи уверенной в измене супруга, который несколько раз приходил домой пьяным, подала на развод в сентябре 1944 года. Однако вернулась к нему ещё до окончания развода. В 1951 году у них родилась дочь, которую назвали Люси Арнас, а два года спустя, в 1953 году, сын Деси Арнас-младший.
Брак Арнаса с Болл постепенно разваливался под тяжестью растущих проблем с алкоголем и распутством. Как сам Арнас писал в своей биографии, нагрузки, связанные с управлением компанией, а также контроль за его ухудшающимся изо дня в день здоровьем (Арнас страдал от дивертикулита), привели к тому, что он был вынужден искать способ избавиться от стресса. Болл развелась с ним в 1960 году. Когда Болл вернулась на телевидение, они с Арнасом пришли к соглашению, в котором говорилось о том, что она выкупит Desilu.
2 марта 1963 года Арнас женился второй раз, его супругой стала Эдит Мак Хирш, после чего его успех значительно угас. Их брак продлился вплоть до её смерти в 1985 году.
Несмотря на развод и вторые браки, Арнас и Болл сохраняли дружеские отношения и очень сблизились в последнее десятилетие. «„Я люблю Люси“ никогда не было просто названием», — писал Арнас в последние годы своей жизни. На видео из семейного архива, которое позже показали по телевидению, запечатлено, как Арнас и Болл вместе играют со своим внуком Саймоном незадолго до смерти Деси.

## Последние годы
В 1970-х годах Арнас совместно с ведущим и продюсером Майком Дугласом провёл недельное шоу, в котором в качестве приглашённой звезды выступала Вивиан Вэнс. Арнас также возглавил Музыкальное шоу Крафта, которое шло по «NBC» и в котором появились его дети и Вивиан Вэнс. Для продвижения своей автобиографии 21 февраля 1976 года Арнас появился со своим сыном Деси-младшим в качестве гостя в шоу Субботним вечером в прямом эфире. Это шоу содержало пародии на «Я люблю Люси» и «Неприкасаемых». В пародии на «Я люблю Люси» были представлены серии, которые никогда бы не показали в эфире, например, Я люблю Луи, где Деси живёт вместе с Луи Армстронгом. Он также читал стих Льюиса Кэрролла «Бармаглот» (англ. Jabberwocky), с кубинским акцентом произнося Habberwocky. Арнас-младший играл на барабанах вместе с группой SNL, Деси пел песни, которые когда-то играли его оркестры «Babalu» и «Cuban Pete», переделанные в стиле «Я люблю Люси».
Арнас вместе с женой окончательно переехали в Дель-Мар, Калифорния, где он прожил остаток своей жизни на пенсии. Он занимался коневодством, владел фирмой в городке Корона, а также разводил чистокровных лошадей. Он принимал участие в благотворительных и некоммерческих организациях и преподавал в Государственном университете Сан-Диего продюсерскую деятельность. Арнас был приглашённой звездой в сериале «Элис» от создателей «Я люблю Люси» Мэдлин Пью (Мэдлин Дэвис) и Боба Кэрролла-младшего, главную роль в котором играла Линда Лавин.

## Смерть
Долгое время Арнас болел, а также курил много лет, в результате чего его лёгкие были поражены раком. Этот диагноз был поставлен ему в 1986 году. Несколько месяцев спустя, 2 декабря 1986 года, он умер в возрасте 69 лет. Люсиль звонила ему за два дня до его смерти, в день, который мог стать их 46 годовщиной свадьбы. Они обменялись несколькими фразами, в основном «Я люблю тебя». Напоследок она ему сказала «Всё в порядке, милый. Я позвоню тебе позже».
Арнас был кремирован, а его прах развеян. Он умер за пять дней до того, как Люсиль Болл получила награду Kennedy Center Honors. Из родственников у него остались двое детей и мать, Долорес, которая умерла 24 октября 1988 года в возрасте 92 лет.

## Память
- 8 февраля 1960 года на Голливудской Аллее славы были заложены две Звезды Деси Арнаса. Одна за вклад в киноиндустрию — 6301, другая за вклад в телевидение — 6205. Обе находятся на Голливудском бульваре.
- В Джеймстауне, Нью-Йорк находится музей, посвящённый жизни и карьере Люсиль Болл и Деси Арнаса.
- В деревне Селорон, Нью-Йорк находится мемориальный парк памяти Люсиль и Деси.

## Фильмография

### Актёр
| Актёр       | Актёр                            | Актёр                      | Актёр                                   | Актёр                       |
| Год         | Русское название                 | Оригинальное название      | Роль                                    | Примечание                  |
| ----------- | -------------------------------- | -------------------------- | --------------------------------------- | --------------------------- |
| 1940        | Слишком много девушек            | Too Many Girls             | Manuelito Lynch                         |                             |
| 1941        | Отец женится                     | Father Takes a Wife        | Carlos Bardez                           |                             |
| 1942        | Четыре Джека и Джилл             | Four Jacks and a Jill      | Steve Sarto/King Stephan VIII of Aregal |                             |
| 1942        | Флот не подведёт                 | The Navy Comes Through     | Pat Tarriba                             |                             |
| 1943        | Батаан                           | Bataan                     | Felix Ramirez                           |                             |
| 1946        | Кубинский Пит                    | Cuban Pete                 | Desi Arnaz                              |                             |
| 1947        | Джитрумба                        | Jitterumba                 |                                         | Короткометражка             |
| 1949        | Отдых в Гаване                   | Holiday in Havana          | Carlos Estrada                          |                             |
| 1951 — 2013 | Шоу Рэда Скелтона (сериал)       | The Red Skelton Show       | Гость                                   |                             |
| 1951 — 1957 | Я люблю Люси (сериал)            | I Love Lucy                | Ricky Ricardo                           |                             |
| 1953 — 1965 | Освободите место для папочки     | Make Room for Daddy        | Ricky Ricardo                           | 1 эпизод, 1959 год          |
| 1953        | Длинный, длинный трейлер         | The Long, Long Trailer     | Nicholas 'Nicky' Collini                |                             |
| 1956        | Дорогая, навсегда                | Forever, Darling           | Lorenzo Xavier Vega                     |                             |
| 1956        | Я люблю Люси. Рождественское шоу | I Love Lucy Christmas Show | Ricky Ricardo                           |                             |
| 1957 — 1960 | Час комедии Люси-Деси (сериал)   | The Lucy-Desi Comedy Hour  | Ricky Ricardo                           | 13 эпизодов, 1957—1960 годы |
| 1959 — 1960 | Воскресная витрина (сериал)      | Sunday Showcase            | Ricky Ricardo                           | 1 эпизод, 1959 год          |
| 1962 — 1971 | Виргинцы (сериал)                | The Virginian              | El Jefe                                 | 1 эпизод 1970 год           |
| 1967 — 1975 | Железная сторона                 | Ironside (сериал)          | Dr. Juan Domingo                        | 1 эпизод, 1974 год          |
| 1976 — 1985 | Элис (сериал)                    | Alice                      | Paco                                    | 1 эпизод, 1978 год          |
| 1982        | Мастер побегов                   | The Escape Artist          | Mayor Leon Quiñones                     | В титрах: Desiderio Arnaz   |

### Продюсер
| Продюсер    | Продюсер                         | Продюсер                   | Продюсер                                                                    |
| Год         | Русское название                 | Оригинальное название      | Примечание                                                                  |
| ----------- | -------------------------------- | -------------------------- | --------------------------------------------------------------------------- |
| 1951 — 1957 | Я люблю Люси (сериал)            | I Love Lucy                | Исполнительный продюсер, продюсер, сопродюсер (158 эпизодов, 1952—1957 гг.) |
| 1956        | Дорогая, навсегда                | Forever, Darling           |                                                                             |
| 1956        | Я люблю Люси. Рождественское шоу | I Love Lucy Christmas Show |                                                                             |
| 1957 — 1960 | Час комедии Люси-Деси (сериал)   | The Lucy-Desi Comedy Hour  | Исполнительный продюсер (13 эпизодов, 1957—1960)                            |
| 1958        | Фонтан молодости                 | The Fountain of Youth      | Исполнительный продюсер, короткометражка                                    |
| 1958 — 1960 | Техасец (сериал)                 | The Texan                  | Исполнительный продюсер                                                     |
| 1958 — 1961 | Шоу Энн Сотерн (сериал)          | The Ann Sothern Show       | Исполнительный продюсер (77 эпизодов, 1958—1961)                            |
| 1962 — 1968 | Шоу Люси (сериал)                | The Lucy Show              | Исполнительный продюсер (3 эпизода, 1962)                                   |
| 1966        | Шоу Кэрол Чэннинг                | The Carol Channing Show    |                                                                             |
| 1967        | Мамы в законе                    | The Mothers-In-Law         | Исполнительный продюсер, (56 эпизодов, 1967—1969)                           |
| 1968        | На краю света                    | Land’s End                 |                                                                             |

### Режиссёр
| Режиссёр    | Режиссёр                       | Режиссёр                  |  |
| Год         | Русское название               | Оригинальное название     |  |
| ----------- | ------------------------------ | ------------------------- |  |
| 1957 — 1960 | Час комедии Люси-Деси (сериал) | The Lucy-Desi Comedy Hour |  |
| 1966        | Шоу Кэрол Чэннинг              | The Carol Channing Show   |  |
| 1968        | На краю света                  | Land’s End                |  |

### Сценарист
| Сценарист | Сценарист                          | Сценарист                     | Сценарист                                       |
| Год       | Русское название                   | Оригинальное название         | Примечание                                      |
| --------- | ---------------------------------- | ----------------------------- | ----------------------------------------------- |
| 1958-1962 | Уэстингхаус, театр Десилу (сериал) | Westinghouse Desilu Playhouse | 1 эпизод, 1959 год. «Баллада о плохом человеке» |
| 1968      | На краю света                      | Land’s End                    |                                                 |

### Саундтрек
| Саундтрек | Саундтрек                           | Саундтрек                                                                |
| Год       | Фильм                               | Песня                                                                    |
| --------- | ----------------------------------- | ------------------------------------------------------------------------ |
| 1940      | Слишком много девушек               | «Spic 'n' Spanish», «You’re Nearer», «Conga», «Cause We Got Cake»        |
| 1941      | Отец женится                        | «Perfidia», «Mi amor»                                                    |
| 1942      | Четыре Джека и Джилл                | Boogie Woogie Conga                                                      |
| 1946      | Деси Арнас и оркестр                | «Guadalajara», «Babalu (Babalú)», «Tabu (Tabú)», «Pin Marin»             |
| 1949      | Отдых в Гаване                      | «Holiday In Havana», «The Arnaz Jam»                                     |
| 1952      | Я люблю Люси                        | «Nobody Loves the Ump», «Forever, Darling», «The Lady in Red», «Similau» |
| 1956      | Дорогая, навсегда                   | «Forever, Darling»                                                       |
| 1958      | Час комедии Люси-Деси               | «The Bayamo»                                                             |
| 2001      | Я люблю Люси. Спецвыпуск к 50-летию | «California, Here I Come», «Babalu (Babalú)»                             |